# Kyriakos (Anachoret)
Kyriakos (* 9. Januar 449 in Korinth; † Anfang 557) war ein Anachoret.
Etwa 466 kam Kyriakos nach Palästina, wo er von Euthymios dem Großen das Mönchsgewand erhielt, aber aufgrund seiner Jugend nicht unter seinen Mönchen aufgenommen wurde. In der Folge wurde er ein Schüler des Gerasimos. Nach dessen Tod kehrte er in die Laura des Euthymios zurück. Wegen der origenistischen Streitigkeiten ging er 486 in die alte Laura in der Nähe von Betlehem, wo er die Priesterweihe empfing. Ab 525 hielt er sich in den Einsiedeleien von Natufa (bis 530), Rubba (bis 535) und Susakim (bis 542) auf. Danach riefen ihn die Mönche von Suka zurück, um gemeinsam gegen Nonnos († 547) und die Origenisten vorzugehen. Seine beiden letzten Lebensjahre verbrachte er in hohem Greisenalter in der Höhle des Chariton, des Begründers des palästinensischen Mönchtums. 